# Light & Magic
Light & Magic — второй студийный альбом британской электропоп-группы Ladytron, вышедший в 2002 году. Саунд получился более танцевальным, чем на предыдущем альбоме, 604.

## Список композиций
1. «True Mathematics» — 2:22
2. «Seventeen» — 4:38
3. «Flicking Your Switch» — 3:26
4. «Fire» — 2:49
5. «Turn It On» — 4:46
6. «Blue Jeans» — 4:13
7. «Cracked LCD» — 2:32
8. «Black Plastic» — 4:17
9. «Evil» — 5:34
10. «Startup Chime» — 3:31
11. «NuHorizons» — 4:03
12. «Cease2xist» — 4:37
13. «Re:agents» — 4:53
14. «Light & Magic» — 3:35
15. «The Reason Why» — 4:14
16. «USA vs. White Noise» (трек вышел только в UK) — 2:16

## Бонус-треки
20 июля 2004 года, альбом был переиздан, и в него вошли дополнительные композиции:
1. «Seventeen» (Soulwax mix) — 4:05
2. «Cracked LCD» (live in Sofia) — 5:15
3. «Light & Magic» (live in Sofia) — 4:31
4. «Evil» (Pop Levi mix) — 6:13

## Позиции в чартах
США, Top Heatseekers — 31 место 

США, Top Electronic Albums — 7 место 

США, Top Independent Albums — 24 место